# رفعت السعيد
رفعت محمد السعيد (المنصورة 11 أكتوبر 1932 - القاهرة 17 أغسطس 2017) هو سياسي يساري مصري ترأس حزب التجمع خلفًا لخالد محيي الدين. حصل على شهادة الدكتوراه في تاريخ الحركة الشيوعية من ألمانيا وكان نائب سابق في مجلس الشورى المصري. يُعتبر السعيد من الأسماء البارزة في الحركة الشيوعية المصرية منذ أربعينات القرن العشرون وحتى نهاية السبعينات. اعتقل مرات عديدة، كما اعتقل سنة 1978 بعد كتابته مقالا موجها إلى جيهان السادات زوجة الرئيس المصري محمد أنور السادات بعنوان «يا زوجات رؤساء الجمهورية اتحدن». عرف بمعارضته لجميع الرؤساء الذين حكموا مصر، إلا أن معارضته للرئيس السادات كانت الأكثر جذرية حسب وصفه.
يعتبر السعيد من أشد المعارضين لجماعة الإخوان المسلمين وله العديد من المؤلفات النقدية لحركات الإسلام السياسي، مثل «حسن البنا: متى؟.. كيف؟.. لماذا؟» و«ضد التأسلم». ويعتقد السعيد أن جماعة الإخوان كانت سببا في خروج اليسار المصري من العملية السياسية نتيجة لما يعتبره قيامها بخلط الدين بالسياسية. وأثناء فترة توليه رئاسة حزب التجمع، تعرض السعيد للانتقاد من قبل مجموعة من أعضاء الحزب، من بينهم عبد الغفار شكر، لما وصفوه من تحول مسار الحزب علي يده من أكبر حزب معارض في مصر أيام الرئيس أنور السادات، إلى حزب صغير مهادن لنظام الرئيس حسني مبارك ومعاد لجماعة الإخوان المسلمين. وهو ما دفع عدد من المعترضين على الانشقاق وتأسيس حزب التحالف الشعبي الاشتراكي بعيد ثورة 25 يناير 2011.

## مؤلفاته
له العديد من المؤلفات منها:
- ثلاثة لبنانيين في القاهرة: شميل، أنطون، جبور، 1973.
- تاريخ الحركة الاشتراكية في مصر 1900-1925، 1980.
- الصحافة اليسارية في مصر 1950-1952، 1980.
- حسن البنا متى، كيف، لماذا؟، 1997.
- ضد التأسلم، 1998.
- تأملات في الناصرية، 2000.
- مجرد ذكريات، 2000م،
- السكن في الأدوار العليا و.. البصقة، 2000.
- عمائم ليبرالية.. في ساحة العقل والحرية، 2002.
- ثورة 1919 القوى الاجتماعية ودورها، محاولة لرؤية جديدة، 2009م.
- بناة مصر الحديثة العقل المصري كيف تكون وكيف يتجدد؟